# Zarnouski-Komplex
Der Zarnouski-Komplex (auch: Zarniski-Komplex) ist eine geologische Formation in der Landgemeinde Damagaram Takaya in Niger.

## Lage und Geologie
Das namensgebende Dorf Zarnouski liegt am nordwestlichen Rand des Komplexes. Es gehört zur Landgemeinde Damagaram Takaya im gleichnamigen Departement Damagaram Takaya in der Region Zinder. Die Nationalstraße 34, eine 187,5 Kilometer lange einfache Erdstraße zwischen der Nationalstraße 11 und Gouré, durchschneidet den Norden der Formation.
Der unregelmäßig ovale Zarnouski-Komplex hat einen Durchmesser von etwa fünf bis sieben Kilometern. Seine geologische Struktur ist ringförmig aufgebaut. Die Mitte des Komplexes besteht aus Biotit und Hornblende-Biotit-Granit. Sie ist von einem schmalen Mantel aus Riebeckit-Biotit-Granit umgeben. Es folgen nicht durchgängige Ringstrukturen aus Augit-Hornblende-Mikrosyenit, aus Augit-Hornblende-Syenit und aus Quarz-Hornblende-Syenit. Im Süden gibt es streifenförmige Einheiten aus Aegirin-Granit und fragmentarische vulkanische Brekzien früher Ereignisse. Kleine Teile im Norden und Osten bestehen aus Hedenbergit-Hornblende-Mikrogranit. 
Im Nordosten überlappt der Zarnouski-Komplex den Tchouni-Komplex. Hier folgt auf einen sichelförmigen Abschnitt aus Aegirin-Hornblende-Mikrogranit ein zungenförmiger Abschnitt aus Aegirin-Riebeckit-Granit. Das geologische Alter der plutonitischen Bereiche beider Komplexe liegt im Bereich von 330 ± 3 bis 302 ± 9 mya und damit im Karbon.